# ب‌ام‌و سری ۵ (ای۲۸)
دومین نسل از ب‌ام‌و سری ۵ (با کد ای۲۸) (BMW 5 Series (E۲۸)) در سال ۱۹۸۱ جانشین مدل افسانه‌ای e12 گردید و تولید آن تا ۱۹۸۹ که با ورود e34 بازنشسته شد ادامه داشت. uilt طول آن در حالت طبیعی ۴٬۶۲۰ میلیمتر (۱۸۲ اینچ)، عرض آن در حالت طبیعی ۱٬۷۰۰ میلیمتر (۶۷ اینچ) و ارتفاع آن در حالت طبیعی ۱٬۴۱۵ میلیمتر (۵۵٫۷ اینچ) است.